# Лирическая опера
Лирическая опера (фр. opéra lyrique, также conte lyrique, drame lyrique, épisode lyrique, pièce lyrique) — ведущий жанр французской оперы середины — второй половины XIX в., тесно связанный с творчеством таких композиторов, как Шарль Гуно, Жорж Бизе, Жюль Массне, Амбруаз Тома и т. д. Некоторые из лирических опер — например, «Кармен» — являются общепризнанными шедеврами мировой оперной классики, постоянно исполняющимися на оперных сценах мирах.

## История и особенности
Рождение жанра лирической оперы во французской музыке середины XIX века связано в первую очередь с кризисом романтизма, воплощением которого являлся жанр большой оперы. Героические и историко-легендарные сюжеты, романтически-статичные образы в произведениях Джакомо Мейербера и его многочисленных подражателей постепенно перестали устраивать публику. Потерпел упадок также жанр комической оперы.
Отказ от крайностей возвышенной эстетики романтизма сменился так называемой «лиризацией» оперного искусства: появился интерес композиторов и публики к углублению психологизма, стало больше уделяться внимания личности, внутреннему миру и переживаниям обычных людей. Так, лирическая опера сменила «большую оперу» и «опера комик» в качестве главного жанра во французском оперном театре во второй половине XIX века.
Создатели лирических опер в качестве основы для сюжетов своих произведений часто выбирали произведения мировой классической литературы и драматургии («Ромео и Джульетта» и «Гамлет» Уильяма Шекспира, «Фауст» и «Страдания юного Вертера» Иоганна Вольфганга фон Гёте, «Кармен» Проспера Мериме, «История кавалера де Гриё и Манон Леско» аббата Прево и многие другие). При этом имелась тенденция к отказу от философской проблематики в пользу бытовой, из-за чего оперы, основанные на том или ином литературном произведении, часто имели мало общего с оригиналом в идейном плане. Помимо этого, авторы часто обращались к экзотически-ориентальной и даже библейской тематике.
Осноположниками жанра лирической оперы считается Шарль Гуно («Фауст», «Ромео и Джульетта» и т. д.). Другие крупнейшие представители этого жанра — Жорж Бизе («Кармен», «Искатели жемчуга», «Джамиле»), Жюль Массне (Манон, «Вертер», «Таис», «Дон Кихот»), Лео Делиб («Лакме»), Амбруаз Тома («Миньона», «Гамлет»), Камиль Сен-Санс («Самсон и Далила») и др.
Вследствие того, что лирические оперы затрагивали интимные переживания людей и изображали повседневную жизнь, их музыка отличалась демократичностью музыкального языка. В их музыкальную ткань часто оказывались «вплетены» такие вставные жанры, как песня, романс, танец, марш, а также многочисленные разговорные вставки и диалоги.
Музыка лирических опер еще в XIX веке оказала огромное влияние как на французских композиторов последующих поколений, так и на зарубежных музыкантов. В частности, лирическая опера вдохновила представителей французского натурализма (Гюстав Шарпантье), импрессионизма и символизма (Клод Дебюсси), а также итальянских (Джакомо Пуччини) и русских (Петр Ильич Чайковский) композиторов.

## Критика
Некоторые музыковеды не воспринимают лирическую оперу как самостоятельный жанр. Композиторы, сочинявшие лирические оперы, заимствовали самые жизненно правдивые элементы из обоих жанров, что послужило причиной того, что лирическую оперу часто называют полужанр (от фр. demi-genre). Американский критик Мортон Джей Эхтер в монографии «Фелисьен Давид, Амбруаз Тома и французская лирическая опера, 1850—1870» (англ. «Félicien David, Ambroise Thomas, and French opéra lyrique, 1850—1870» охарактеризовал лирическую оперу как «гибрид большой оперы и опера комик».
Французский музыковед Анри Мари Франсуа Лавуа в своем труде «Французская музыка» 1890 года назвал лирические оперы Гуно и Тома «комически-поэтическими операми» (фр. opera comique-poetique), потому что их авторы «изменили старый жанр комической оперы, сделали его более ярким и более симфоничным, ориентируясь на французских и зарубежных поэтов для вдохновления в соответствии со своим новым идеалом».
Французский критик Эрве Лакомб, автор монографии «Ключи к французской опере XIX века», отмечает тавтологичность термина «лирический» (lyrique), который во французском языке, помимо основного значения, может означать «положенный на музыку и спетый, связанный с драматической музыкой». Тем не менее, по его мнению, в современном контексте термин «лирическая опера» полностью оправдан, потому что музыкальный язык произведений этого жанра подобен «поэзии (лирике), выражающей интимные чувства с помощью ритма и образов — похожих на те, которые передаёт читателю поэт…»

## Влияние на культуру
По сегодняшний день многие яркие образцы лирической оперы являются общепризнанными шедеврами мировой оперной классики. В частности, газета «The Guardian» включила оперы «Кармен» Бизе и «Манон» Массне в список 50 самых популярных мировых опер. Также, по данным американской цифровой медиакомпании Ranker, такие лирические оперы, как Фауст, Ромео и Джульетта, Кармен, Вертер, «Таис», «Дон Кихот», «Манон» и «Самсон и Далила» входят в список «Самые великие оперы всех времен и народов».
Один из ярчайших образцов лирической оперы — «Кармен» — была многократно экранизирована. Многие известные режиссёры сняли фильмы, основанные на произведении Бизе либо с использованием музыки из оперы: среди них — Чарли Чаплин («Пародия на Кармен»), Рауль Уолш («Кармен»), Сесил Блаунт Демилль (Кармен, с известной американской певицей Джеральдиной Фаррар в заглавной роли), Отто Премингер и т. д. («Кармен Джонс», основанный на одноимённом бродвейском мюзикле 1943 года) и другие. Также в 2001 году на основе оперы Бизе был снят фильм «Кармен: Хип хопера» с участием Бейонсе и Мекай Файфер.